# Climie Fisher
Climie Fisher var en engelsk popduo bestående af Simon Climie (født 1957) og den tidligere keyboardspiller fra Naked Eyes Rob Fisher (5. november 1956 - 25. august 1999). Duoen havde to internationale hitsingler: "Rise to the Occasion" og "Love Changes (Everything)".

## Diskografi

### Studiealbum
| Titel                                                                             | Udgivet                                                              | Højeste hitlisteplacering | Højeste hitlisteplacering | Højeste hitlisteplacering | Højeste hitlisteplacering | Højeste hitlisteplacering | Højeste hitlisteplacering | Certificeringer |
| Titel                                                                             | Udgivet                                                              | UK                        | GER                       | SA                        | SWE                       | SWI                       | US                        | Certificeringer |
| --------------------------------------------------------------------------------- | -------------------------------------------------------------------- | ------------------------- | ------------------------- | ------------------------- | ------------------------- | ------------------------- | ------------------------- | --------------- |
| Everything                                                                        | - Released: 1 February 1988 - Label: EMI - Formats: CD, cassette, LP | 14                        | 7                         | 1                         | 14                        | 10                        | 120                       | - BPI: Gold     |
| Coming In for the Kill                                                            | - Released: 9 October 1989 - Label: EMI - Formats: CD, cassette, LP  | 35                        | —                         | 6                         | 36                        | —                         | —                         |                 |
| "—" denotes a recording that did not chart or was not released in that territory. |                                                                      |                           |                           |                           |                           |                           |                           |                 |

### Opsamlingsalbum
- Keep It Special EP (1988)
- Twice as Much (1992)
- The Best of Climie Fisher (1996)
- Premium Gold Collection (2000)
- Love Changes Everything (2020)

### Singler
| "This Is Me"                                                                    | 1986 | 106 | –   | –  | –  | –  | –  | –  | –  | – | –  | – | –  | –  | –  |
| "Keeping the Mystery Alive"                                                     | 1987 | 183 | –   | –  | 29 | –  | –  | 30 | –  | – | –  | – | –  | –  | –  |
| "Love Changes (Everything)"                                                     | 1987 | 67  | –   | –  | –  | 35 | –  | –  | –  | – | –  | – | –  | –  | –  |
| "Rise to the Occasion"                                                          | 1987 | 10  | –   | 19 | 6  | 14 | 9  | 1  | –  | 1 | 17 | – | –  | –  | –  |
| "Love Changes (Everything)" (remix)                                             | 1988 | 2   | 23  | 15 | –  | 7  | 4  | –  | 12 | 2 | –  | 8 | 23 | 12 | 16 |
| "This Is Me" (reissue)                                                          | 1988 | 22  | 128 | –  | 26 | 60 | 12 | 34 | 43 | – | –  | – | –  | –  | –  |
| "I Won't Bleed for You"                                                         | 1988 | 35  | 124 | –  | –  | –  | –  | –  | –  | – | –  | – | –  | –  | –  |
| "Love Like a River"                                                             | 1988 | 22  | –   | 18 | –  | 54 | 16 | –  | –  | – | –  | – | –  | –  | –  |
| "Facts of Love"                                                                 | 1989 | 50  | –   | –  | –  | 54 | –  | –  | –  | – | –  | – | –  | –  | –  |
| "Fire on the Ocean"                                                             | 1989 | 89  | –   | –  | –  | –  | –  | –  | –  | – | –  | – | –  | –  | –  |
| "It's Not Supposed to Be That Way"                                              | 1990 | 77  | –   | –  | –  | –  | –  | –  | –  | – | –  | – | –  | –  | –  |
| "–" denotes releases that did not chart or were not released in that territory. |      |     |     |    |    |    |    |    |    |   |    |   |    |    |    |